# ファイアバグ川
ファイアバグ川（ファイアバグがわ、Firebag River）とは、北アメリカ大陸の北西部を流れる、河川の1つである。この川は、アサバスカ川の支流の1つであり、アサバスカ川と同様に、この川の流域にもアサバスカ・オイルサンド（アサバスカ油砂）が分布していることで知られている。この川は、カナダのサスカチュワン州の北部から流れ出して、同じくカナダのアルバータ州の北部に入り、アサバスカ川に合流している。

## 概要
ファイアバグ川は、サスカチュワン州の北西部に存在するファイアバグ湖（Firebag Lake）から流れ出している。ここから概ね西の方向へと流れてアルバータ州の北東部に入る。そして、アルバータ州のフォートマッカイの北、約65kmの地点でアサバスカ川に合流している。ここまで、全長約170kmであり、アサバスカ川との合流点におけるファイアバグ川からの平均流入量は毎秒約20m3である

。
この川の流域にはオイルサンド（油砂）が分布しており、燃料などとして使用するためにオイルサンドの採掘を行われている。

## 保護区
マーガレット川原生地の南部が、ファイアバグ川の谷の一部に及んでいて、保護区となっている。また、ファイアバグ川に沿った地域に、アルバータ州北東部における自然体験公園が1980年から計画立案されている。

## 名称の由来
Firebag River gets its name from the traditional bags Aboriginals once used to carry fire-starting flints.
このうち、traditional bagsが意味不明のため、翻訳不能。先住民がかつて火種を持ち運ぶために使った伝統的な「bags」バッグ？

ちなみに、
Canadian First Nations using bitumen from the vast Athabasca oil sands to waterproof their birch bark canoes.
つまり、
「カナダの先住民は、アサバスカ・オイルサンドから得た炭化水素類（アスファルトなど）を、彼らのカバの樹皮で作ったカヌーに耐水性を持たせるために使った」

。
とあるように、船（樹皮で作ったカヌー）の耐水性を上げるために、この地域の先住民がオイルサンズを使用したことについては間違いがないようです。しかし、火種を持ち運ぶためというのは、聞いたことがないのですけれども……。